# Nierstein
Nierstein település Németországban, Rajna-vidék-Pfalz tartományban. Lakosainak száma 8631 fő (2023. december 31.).

## Népesség
A település népességének változása:
| Lakosok száma | 6091 | 8424 | 8443 | 8625 | 8621 | 8631 |
|               | 1975 | 2017 | 2019 | 2021 | 2022 | 2023 |